# Paolo Cimini
Paolo Cimini, né le 30 mars 1964 à Rome, est un coureur cycliste italien professionnel de 1986 à 1990. Il a gagné une étape du Tour d'Italie en 1987.

## Palmarès
- 1987
  - 14e étape du Tour d'Italie

- 1988
  - Trofeo Laigueglia
  - 2e du Trofeo dell'Etna

- 1989
  - 3e du Tour de la province de Reggio de Calabre

- 1990
  - Philadelphia International Championship

## Résultats sur les grands tours

### Tour d'Italie
4 participations
- 1987  : 88e, vainqueur de la 14e étape
- 1988  : abandon (7e étape)
- 1989  : 121e
- 1990  : 124e